# Eugenia oerstediana
Eugenia oerstediana es una especie de planta perteneciente a la familia de las mirtáceas. 

## Descripción
Son arbustos o árboles pequeños, quer alcanzan un tamaño de 1–6 m de alto; con ramitas diminutamente pálido-hispídulas. Hojas ovadas a elíptico-obovadas o elíptico-lanceoladas, (3.1–) 4–9.8 (–10.8) cm de largo y (1.1–) 2–4.8 cm de ancho, ápice triangular-acuminado o largamente acuminado, base redondeada a cuneiforme, glabras. Inflorescencias variables, los ejemplares nicaragüenses generalmente presentan racimos de 2–4 cm de largo, flores 5–12 o solitarias, pedicelos 5–25 (–35) mm de largo, generalmente glabros, bractéolas separadas, glabras; hipanto cupuliforme, glabro; lobos del cáliz redondeados, 1.1–2.2 mm de largo, ciliados. Frutos globosos, 4–5 mm de largo, con el pericarpo delgado y suave.

## Distribución y hábitat
Especie común, se encuentra en bosques siempreverdes, en lugares alterados y riparios en la zona atlántica; a una altitud de 100–800 metros; fl y fr feb–jun; desde México a Panamá y en las Antillas.

## Taxonomía
Eugenia oerstediana fue descrita por Otto Karl Berg y publicado en Linnaea 27(2–3): 285–286. 1854[1856].
Etimología
Eugenia: nombre genérico otorgado en honor del  Príncipe Eugenio de Saboya.
oerstediana: epíteto otorgado en honor de Anders S. Oersted un botánico danés.
Sinonimia
- Eugenia balancanensis Lundell
- Eugenia cocquericotensis Lundell
- Eugenia conzattii Standl.
- Eugenia eutenuipes Lundell
- Eugenia petenensis Lundell
- Eugenia vincentina Krug & Urb.[4]